# Пайн-Голлоу (Орегон)
Пайн-Голлоу (англ. Pine Hollow) — переписна місцевість (CDP) в США, в окрузі Васко штату Орегон. Населення — 531 особа (2020).

## Географія
Пайн-Голлоу розташований за координатами 45°14′7″ пн. ш. 121°17′1″ зх. д. / 45.23528° пн. ш. 121.28361° зх. д. (45.235235, -121.283705).  За даними Бюро перепису населення США в 2010 році переписна місцевість мала площу 6,67 км², з яких 5,75 км² — суходіл та 0,92 км² — водойми.

## Демографія
Згідно з переписом 2010 року, у переписній місцевості мешкали 494 особи в 238 домогосподарствах у складі 159 родин. Густота населення становила 74 особи/км².  Було 488 помешкань (73/км²).
Расовий склад населення:
| - 96,2 % — білих - 0,8 % — корінних американців - 0,2 % — азіатів |

До двох чи більше рас належало 2,4 %. Частка іспаномовних становила 2,8 % від усіх жителів.
За віковим діапазоном населення розподілялося таким чином: 11,9 % — особи молодші 18 років, 50,0 % — особи у віці 18—64 років, 38,1 % — особи у віці 65 років та старші. Медіана віку мешканця становила 61,5 року. На 100 осіб жіночої статі у переписній місцевості припадало 94,5 чоловіків;  на 100 жінок у віці від 18 років та старших — 100,5 чоловіків також старших 18 років.
Середній дохід на одне домашнє господарство  становив 45 324 долари США (медіана — 37 300), а середній дохід на одну сім'ю — 42 727 доларів (медіана — 40 000). За межею бідності перебувало 18,6 % осіб, у тому числі 52,3 % дітей у віці до 18 років та 2,0 % осіб у віці 65 років та старших.
Цивільне працевлаштоване населення становило 144 особи. Основні галузі зайнятості: освіта, охорона здоров'я та соціальна допомога — 22,9 %, роздрібна торгівля — 13,9 %, будівництво — 13,2 %.